# East Clubbers
East Clubbers – polska grupa DJ-ska grająca od 2002 roku tworzona przez Piotra Kwiatkowskiego (DJ Silver) oraz Piotra Wachnickiego (Dj Sqren). Byłym członkiem grupy jest Jarosław Gołowacz (Janardana). W latach 2005– 2010 duet tworzyli Piotr Kwiatkowski (DJ Silver) i kompozytor i producent muzyczny Paweł Gawlik (Max Lade). W tym ostatnim składzie zespół zdobył ogromną popularność w Norwegii występując jako główny support Avicii (Tryvann w Oslo) oraz tworząc dedykowane utwory na potrzeby Norway Russ. Większość z tych piosenek gościła w najważniejszych rozgłośniach radiowych i listach przebojów w Norwegii.
Najbardziej rozpoznawalnymi utworami East Clubbers są: „Equal in Love”, „Walk Alone”, „Beat is Coming”, „Crazy Right Now”, „It’s a dream” oraz wykonywane przez DJ-a Silvera i Dj Sqrena „Sextasy”, „My Love”, „Make Me Live”, „Sexplosion” i „Where are you”. Na początku 2009 roku duet zapowiedział zakończenie swojej działalności, co zostało ogłoszone przez DJ-a Silvera i DJ-a Sqrena podczas sylwestrowej imprezy w klubie „Galeon”. Mimo to jesienią 2009 roku formacja „East Clubbers” wznowiła działalność, czego efektem był nowy singiel „Another Day”.

## Dyskografia
Albumy
- E-Quality (2004, Dee Jay Mix Club)[5]
- Never Enough (2007, Camey Studio)[6]

Single
- More More More (2005, Trak Music)[7]
- Sextasy (2006, Dee Jay Mix Club)[8]
- It’s A Dream (2006, Dee Jay Mix Club)[9]
- Sexplosion (2007, Dee Jay Mix Club)[10]

Remiksy
- Mandaryna – L’Ete Indien (2004, Dee Jay Mix Club)[11]
- Beattraax / Groovebusterz – Project Well / Destiny (2004, Dee Jay Mix Club)[12]
- Mandaryna – Stay Together (2006, Dee Jay Mix Club)[13]
- Queens – We’re The Queens (East Clubbers Remix) (2007, PAM)[14]
- Queens – Radio Active (2007, PAM)[15]
- Groovebusterz – Destiny (2007, Magic Records)[16]
- Sławomir Łosowski – Niebo... (2007, SL Music)[17]